# Irská libra
Irská libra (irsky punt Éireannach) byla měna používaná v Irsku v letech 1979–2002. Irská libra vystřídala britskou libru. Irskou libru vystřídalo euro. ISO 4217 kód měny byl IEP.